# Британские ядерные испытания в Маралинге
Британские ядерные испытания в Маралинге — серия ядерных испытаний, проведённая в период между 1955 и 1963 годами в Маралинге, части запретной зоны Вумера, в Южной Австралии. В общей сложности были проведены семь ядерных испытаний приблизительной мощностью в диапазоне от 1 до 27 килотонн в тротиловом эквиваленте. Это же место также было использовано для сотни мелких испытаний, многие из которых были предназначены для исследования воздействия огня или неядерных взрывов на ядерное оружие.
Место было загрязнено радиоактивными материалами; первые попытки устранить загрязнение были предприняты в 1967 году. Королевская комиссия Мак-Клеланда, рассматривавшая последствия испытаний, представила свой доклад в 1985 году, согласно которому значительная опасность радиационного заражения всё ещё существовала во многих местах Маралинга, где проводились испытания. Комиссия рекомендовала провести новые мероприятия по борьбе с радиоактивным загрязнением, которые были завершены в 2000 году и обошлись в 108 миллионов долларов. Тем не менее, и после этого продолжались дебаты по поводу безопасности данного района и долгосрочных последствий для здоровья проживавших в этой местности аборигенов и бывших военнослужащих-сотрудников полигона. В 1994 году австралийское правительство выплатило компенсацию в размере 13,5 миллиона долларов местному племени тжарутжа.

## Список испытаний
| Название  | Дата                  | Энерговыделение | Тип взрыва |
| --------- | --------------------- | --------------- | ---------- |
| One tree  | 27 сентября 1956 года | 12,9 кт         | Башня      |
| Marcoo    | 4 октября 1956 года   | 1,4 кт          | Наземный   |
| Kite      | 11 октября 1956 года  | 2,9 кт          | Воздушный  |
| Breakaway | 22 октября 1956 года  | 10,8 кт         | Башня      |
| Tadje     | 14 сентября 1957 года | 0,93 кт         | Башня      |
| Biak      | 25 сентября 1957 года | 5,67 кт         | Башня      |
| Taranaki  | 9 октября 1957        | 26,6 кт         | Аэростат   |